# Wu'erqi Xiang
Wu'erqi Xiang (kinesiska: 乌尔其乡, 乌尔其) är en socken i Kina. Den ligger i den autonoma regionen Xinjiang, i den nordvästra delen av landet, omkring 990 kilometer sydväst om regionhuvudstaden Ürümqi. Antalet invånare är 16 400. Befolkningen består av 7 937 kvinnor och 8 463 män. Barn under 15 år utgör 28,0 %, vuxna 15-64 år 65 %, och äldre över 65 år 6,0 %.
Genomsnittlig årsnederbörd är 62 millimeter. Den regnigaste månaden är juni, med i genomsnitt 18 mm nederbörd, och den torraste är oktober, med 1 mm nederbörd.